# Czyżew-Pociejewo
Czyżew-Pociejewo – część miasta Czyżewa w Polsce położona w województwie podlaskim, w powiecie wysokomazowieckim, w gminie Czyżew.
Stanowi zachodnią część miasta. Historycznie Pociejewo stanowiło przedmieście miasta Czyżewa, przekształconego w 1870 roku w osadę, i odtąd nazywanego Czyżewem-Osadą. Stał się ponownie częścią miasta Czyżewa, w związku z przywróceniem mu statusu miasta 1 stycznia 2011, kiedy to cały obręb ewidencyjny Czyżew-Osada (z Czyżewem-Pociejewem) (197,53 ha) włączono w granice nowego miasta.
W latach 1975–1998 miejscowość administracyjnie należała do województwa łomżyńskiego.